# Pseudolimnophila (Pseudolimnophila) ebullata
Pseudolimnophila (Pseudolimnophila) ebullata is een tweevleugelige uit de familie steltmuggen (Limoniidae). De soort komt voor in het Palearctisch gebied.